# Kinematyka (robotyka)
Słowo kinematyka w robotyce odpowiada pojęciu kinematyka we współrzędnych i opisuje najczęściej zależność pomiędzy strukturą manipulatora robotycznego, nastawami poszczególnych ramion (współrzędne wewnętrzne zapisywane jako wektor {\displaystyle q}), a położeniem efektora.
Zależność ta przedstawiana jest pod postacią macierzy {\displaystyle K(q)} (Notacja Denavita-Hartenberga) lub pod postacią wektora {\displaystyle k(q)} (będącego „pochodną” ww macierzy). W tym drugim przypadku składowe orientacji uzyskane zostają poprzez zastosowanie odpowiedniej parametryzacji macierzy {\displaystyle R(q)} będącej podmacierzą macierzy {\displaystyle K(q).}
Najczęściej wektor {\displaystyle k(q)} przedstawia się jako {\displaystyle k(q)=(x,y,z,\alpha ,\beta ,\gamma )} gdzie trzy pierwsze składowe określają położenie, a kolejne trzy orientację. Na podstawie wektora {\displaystyle k(q)} wyznaczyć można macierz Jakobiego stosowaną w algorytmie jakobianowym, a następnie określić konfiguracje osobliwe oraz manipulowalność.